# San Michele in Foro
San Michele in Foro (Svatý Michael na fóru) je římskokatolická bazilika v Lucce ve střední Itálii, postavená na místě starověkého římského fóra. Až do roku 1370 zde bylo sídlo Consiglio Maggiore (Velké rady), nejdůležitějšího orgánu města. Chrám je zasvěcen archandělu Michaelovi. Kostel je poprvé zmiňován v roce 795 jako ad foro (na fóru). Byl přestavěn po roce 1070 z rozkazu papeže Alexandra II.
Pozoruhodná je fasáda ze 13. století s velkým množstvím soch a zdobných prvků, renovovaná v 19. století. Spodní část má řadu slepých arkád, v jejichž středu je hlavní portál. Horní část, postavená s využitím velkého množství železa, aby byla odolná větru, má čtyři řady malých lodžií. Na vrcholu je 4 metry vysoká socha sv. Michaela s dalšími dvěma anděly po boku. Podle legendy je na andělově prstu velký diamant. V pravém dolním rohu fasády je socha Madony z roku 1480 od Mattea Civitalia, vytvořená na oslavu konce moru z roku 1476.
Interiér trojlodního kostela charakterizuje transept a půlkruhová apsida; střechu podpírají arkády na monolitických sloupech. K jižnímu transeptu přiléhá zvonice postavená ve 12. až 14. století s řadou jednoduchých, dvojitých a trojitých sloupových oken. Poslední patro bylo zbořeno během vlády Giovanniho dell'Agnella (1364–1368), dóžete z Pisy.
Mezi umělecká díla v interiéru patří terakota Madona s dítětem od Lucy della Robbia a panel se čtyřmi světci od Filippina Lippiho.

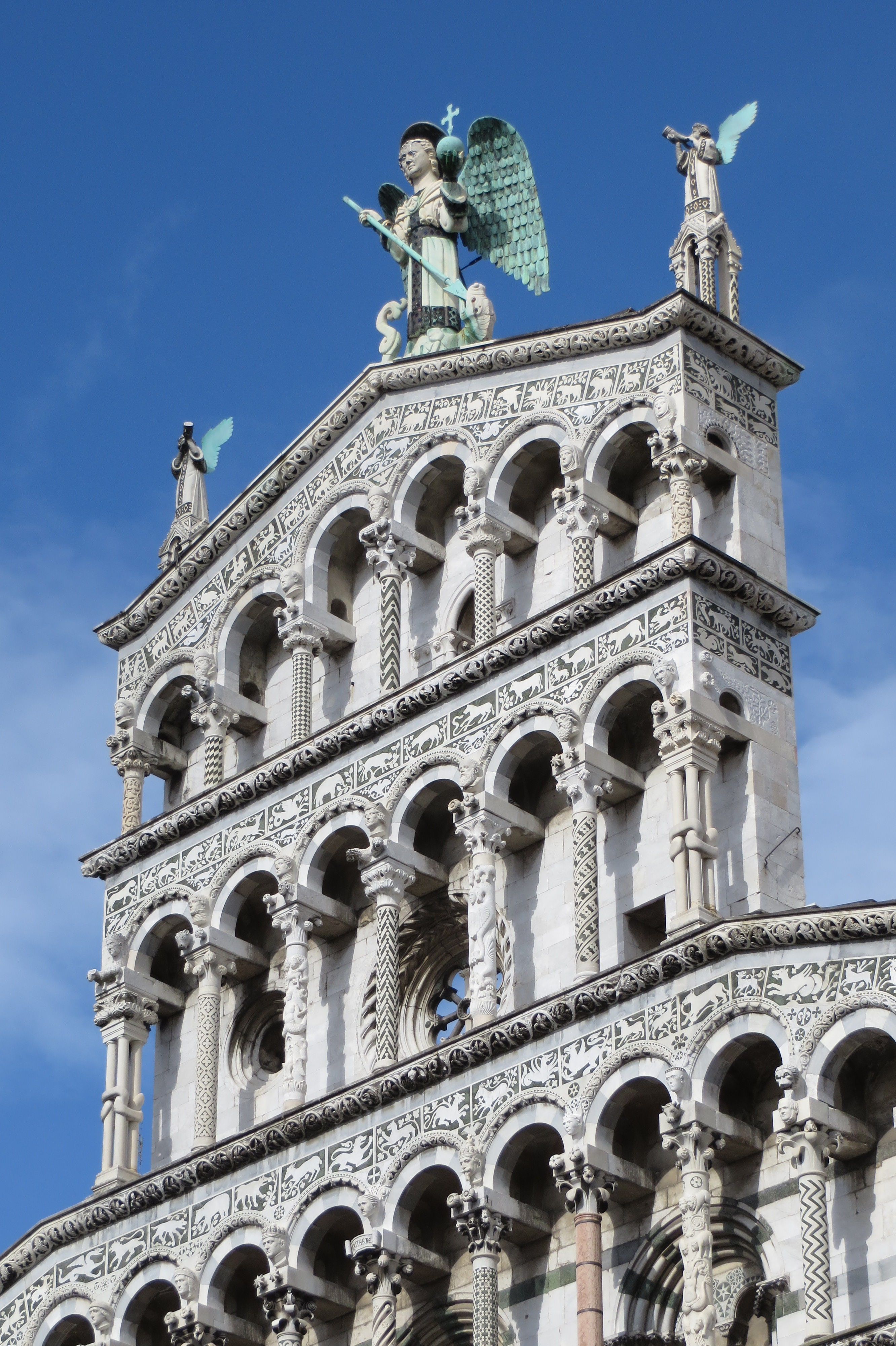
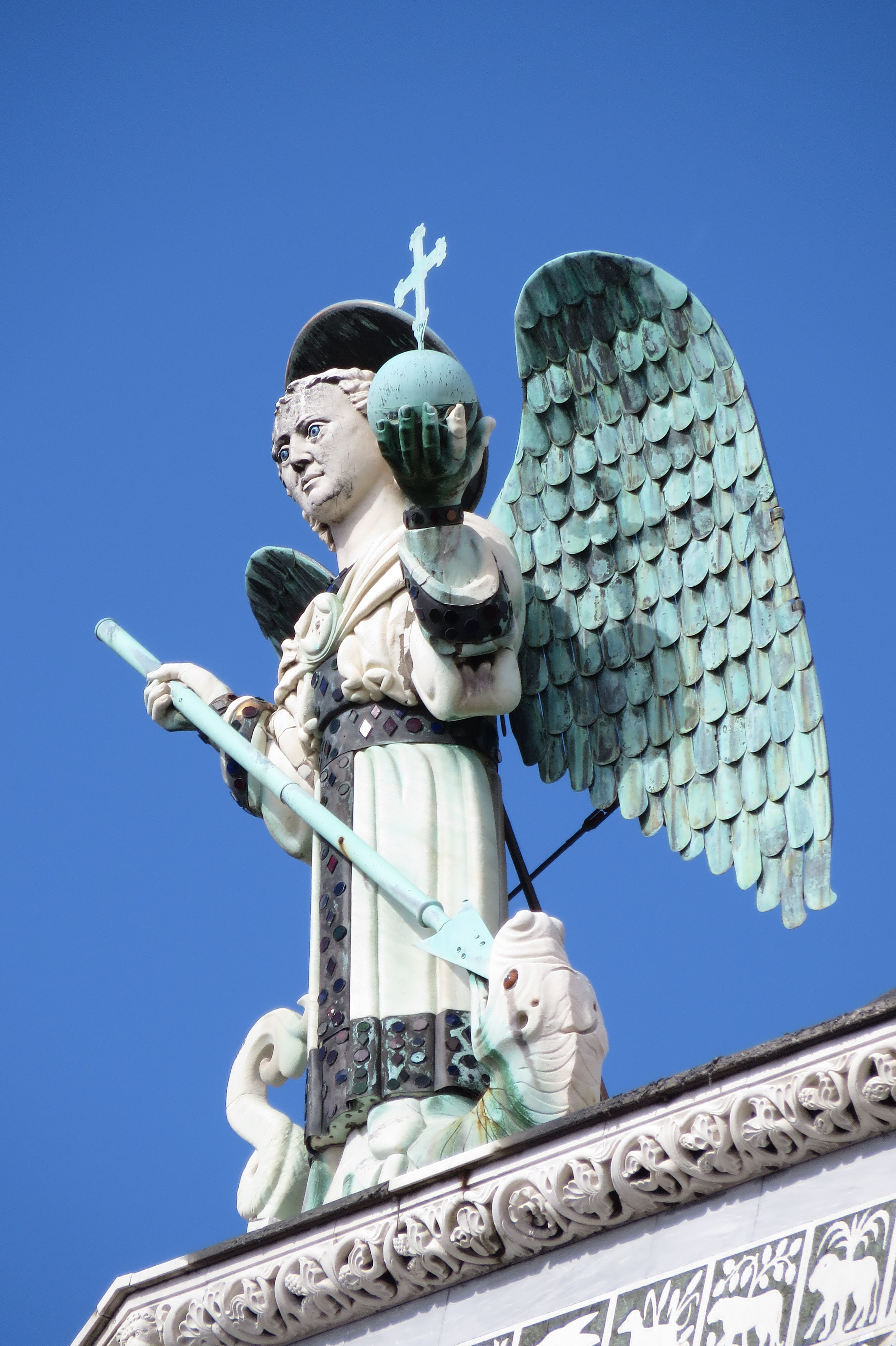
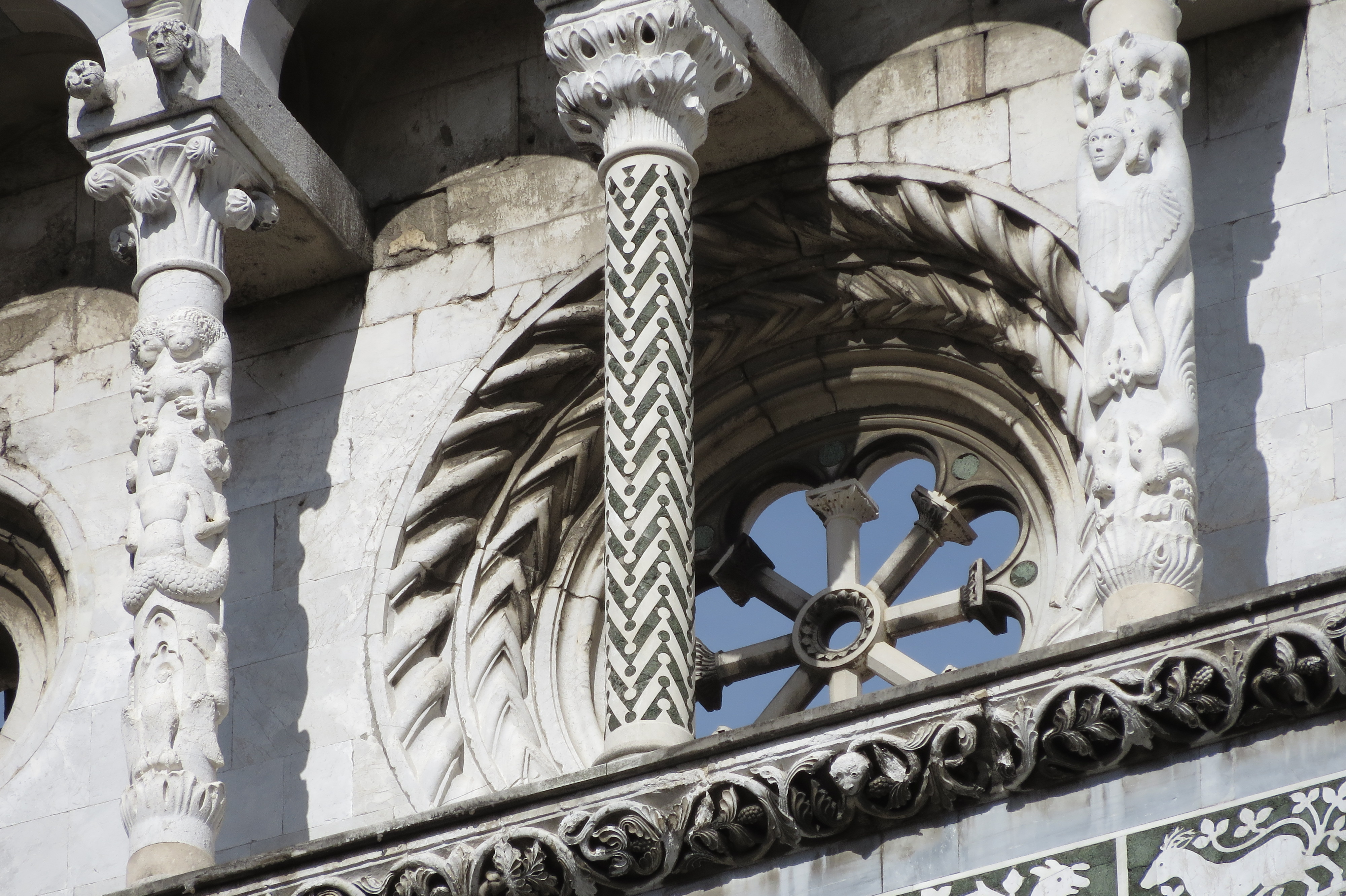
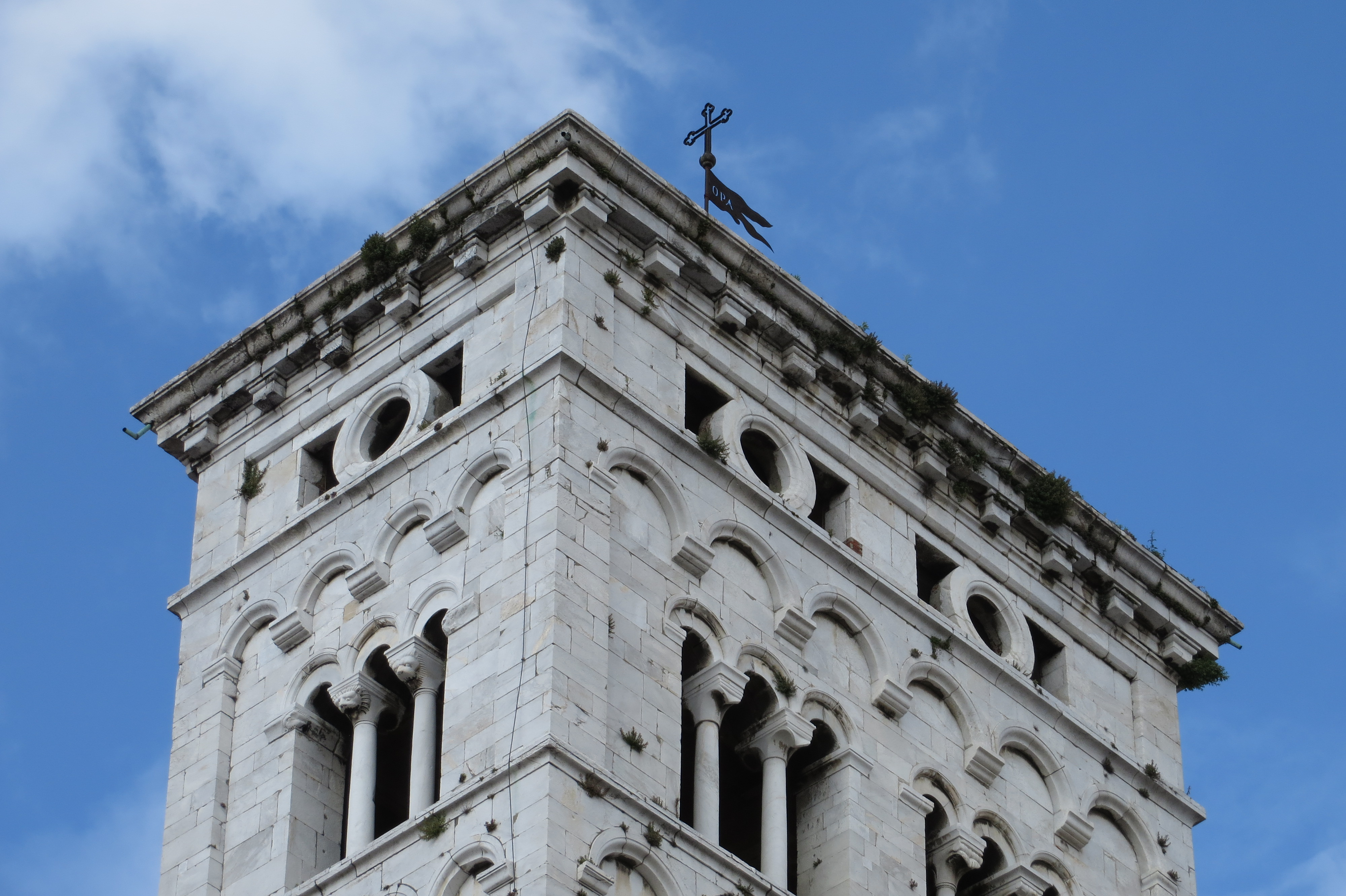
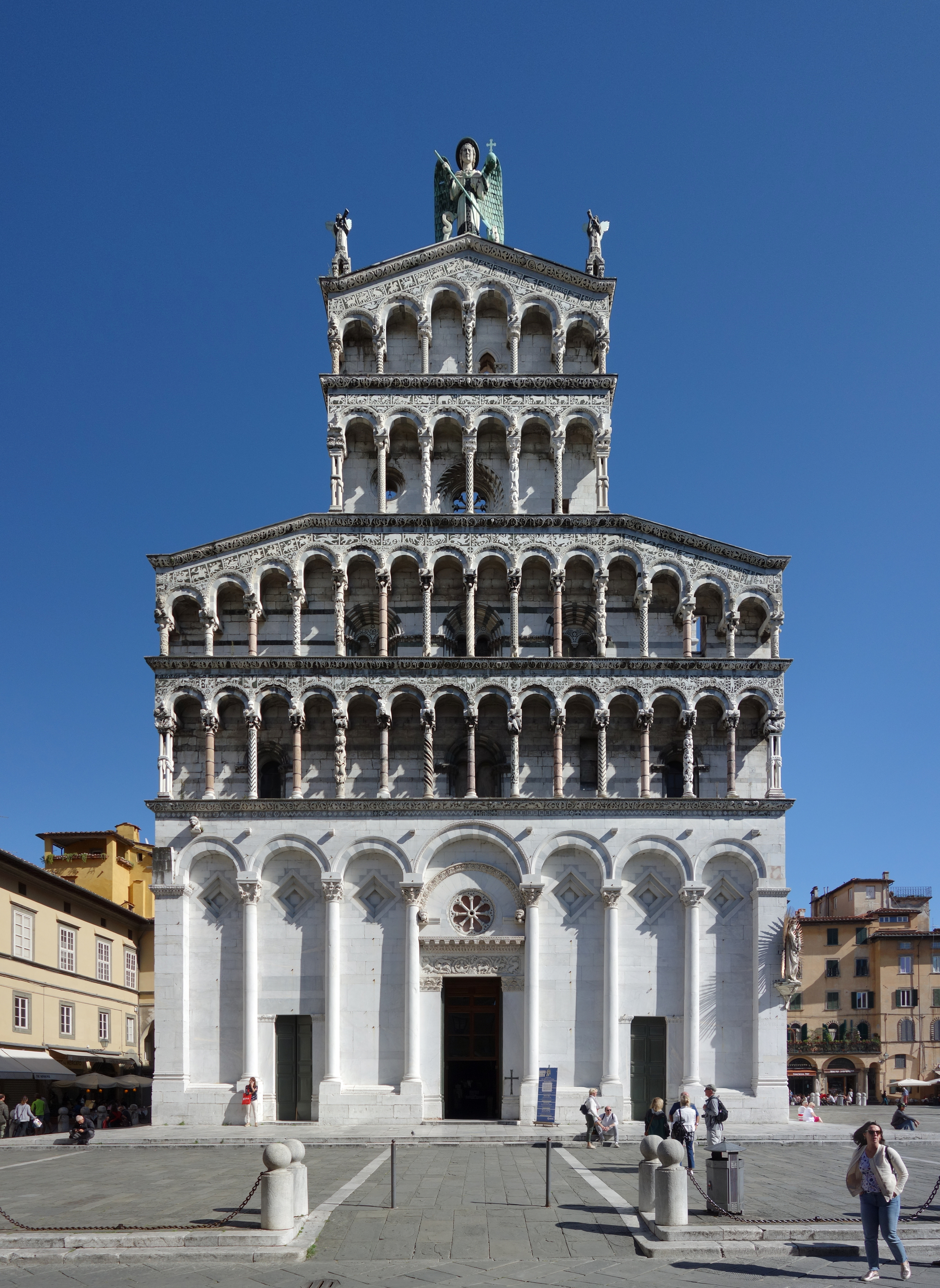